# Tjibaovtsi
Tjibaovtsi (bulgariska: Чибаовци) är ett distrikt i Bulgarien.   Det ligger i kommunen obsjtina Kostinbrod och regionen Sofijska oblast, i den västra delen av landet, 27 km norr om huvudstaden Sofia.
Omgivningarna runt Tjibaovtsi är en mosaik av jordbruksmark och naturlig växtlighet. Runt Tjibaovtsi är det ganska tätbefolkat, med 111 invånare per kvadratkilometer.